# Camoël
Camoël (en bretón: Kamoel)  es una localidad y comuna francesa en la región administrativa de Bretaña, en el departamento de Morbihan. 
Sus habitantes reciben el gentilicio de Camoëlais(es).

## Demografía
| 361 | 374 | 411 | 403 | 530 | 459 | 560 | 592 | 597 | 595 | 626 | 623 | 699 | 706 | 706 | 664 | 668 | 6 | 657 | 698 | 632 | 615 | 572 | 542 | 591 | 572 | 574 | 541 | 479 | 559 | 598 | 655 |
| Para los censos de 1962 a 1999 la población legal corresponde a la población sin duplicidades (Fuente: INSEE [Consultar]) |     |     |     |     |     |     |     |     |     |     |     |     |     |     |     |     |   |     |     |     |     |     |     |     |     |     |     |     |     |     |     |

## Personalidades ligadas a la comuna
- Paul Ladmirault, compositor.